# Anticrates zapyra
Anticrates zapyra là một loài bướm đêm thuộc họ Lacturidae. Nó được tìm thấy ở Úc, bao gồm Queensland.